# アンヴァル
アンヴァル（古アイルランド語: Enbarr; アイルランド語: Aonbharr）は、ケルト神話のダナーン神族のひとり長腕のルーの馬で、海神マナナーン・マク・リールからの借物とされる。疾風より早く、海も陸も同様に平気で駆けることができ、乗り手の無事を守る魔法の馬であった。
マナナン・マク・リールの海も陸も駆ける馬と、名前は出さずに解説されることもある。

## 語意
Enbarrは「飛沫(しぶき)」の意味であると中世の辞典『コルマクの語彙集』には定義されている。
また「単一のたてがみ」や「比類なきたてがみ」の意味だとするユージン・オカリー説や、「鳥の頭を持つことを意味する」というジョン・リースの解説もある。
近年のケルト神話辞典には「唯一の超越性」という説明もみられる。

### 表記
「アンヴァル」というカナ表記は、佐藤俊之の著述にみられる。しかし『トゥレンの子らの最期』の日本語による解説（要約・抄訳）には馬の名が明記されていない例がみられる（井村君江やヤン・ブレキリアンのケルト神話入門書に所収される訳文）。
井村は、「マナナン・マク・リールの海も陸も駆ける馬」という主見出しで『妖精学大全』に掲載している
アイルランド語の表記はAonbharrである。

## 伝承文学

### トゥレンの子らの最期
近代物語版『トゥレンの子らの最期』によれば、ルーはは、"約束の地の妖精騎士団"(アイルランド語: an Marcra Sidh ó Thir Tairrngire)を率いて現れていた。その錠馬も海神が融通した「マナナーンのアンヴァル」であった。この馬アンヴァル（エーンバル）は、"冷い生の春風"よりも速く"海も陸も同じで、その背にある騎乗者は殺されることはない"という魔性の馬である。ルーが身につけたマナナーンよりの魔法の帷子や胸甲や、剣フラガラッハで護身を強固にしていた。また、これに勝る速さの馬も強さの馬もいないと記述される。

#### ウェイヴ・スウィーパー
トゥレンの子らは、課せられた賠償品を世界から集めるためにこの馬の借用を願い出たが拒否されており、そのかわりルー魔法の船「静波号（ウェイヴ・スウィーパー）」の使用をかなえられた、オグレイディは"Ocean-Sweeper"
と船に英語の意訳名を与えた。この船は、行きたい目的地にむかっておのずと勝手に航行する便利な乗り物だった。

#### 他の馬
ルーは、持ち前の馬以外にも、シチリア国王ドバールが所持する二頭の馬を賠償として所望するが、この二頭もやはり「海も陸も同じく（平気に走る）、速さも力もこれらに勝る血統の馬はいなかった」という、性質のよく似た馬たちである。

## 考察

### ウェールズの伝承
アイルランドのルーに相当するウェールズの神は「手先器用な」の異名をもつスェウ・スァウ・ゲフェスだが、その馬は「黄白色の足跡の駒」の意の名（ウェールズ語: Melyngan Gamre）、または「薄黄色の種馬」の意の名（Melyngan Mangre）だとされている。
この言及は、『ウェールズの三題詩』の一編に含まれる。スェウの馬は、「ブリテン島の三頭の贈答馬」のひとつであることが、海神からの借物であるルーの馬と共通するとリース教授は指摘している。
また、タリエシンの書の一編では、スェウの馬は「半ば馴らされた」馬と形容されるが、察するに野獣や猛獣をてなづけるような調教の苦労が偲ばれるのではないか、とされている。

### 白馬
邦書には、このマナナーンの馬が白馬であるとする参考書が相当数あり、洋書にも例はある。『トゥレンの子らの最期』でルーが率いる"約束の地の妖精騎士団"について、P・W・ジョイスは"全員、白馬にまたがった軍人たち"が見えた、と脚色している。
マナナーンの馬車は"輝く海馬たち（アイルランド語: gabra lir）に牽かれるという記述が、中世の物語『ブランの航海』にみつかるが、この海馬とは"白波"（上が頭毛のような波）を意味する比喩表現にすぎない。
また、M・オールドフィールド・ハウィーという著者の 『The Horse in Magic and Myth』 (1923年)は、「海に嵐が起きるとき、アイルランドではそのくだける波がマナナーン・マクリルの白馬たちであるといわれる」としている。石田英一郎の英文論文でも同著書から引用しているが、その右欄外に"Mannanán’s white horse"という見出しがついている。